# Jochen Wisotzki

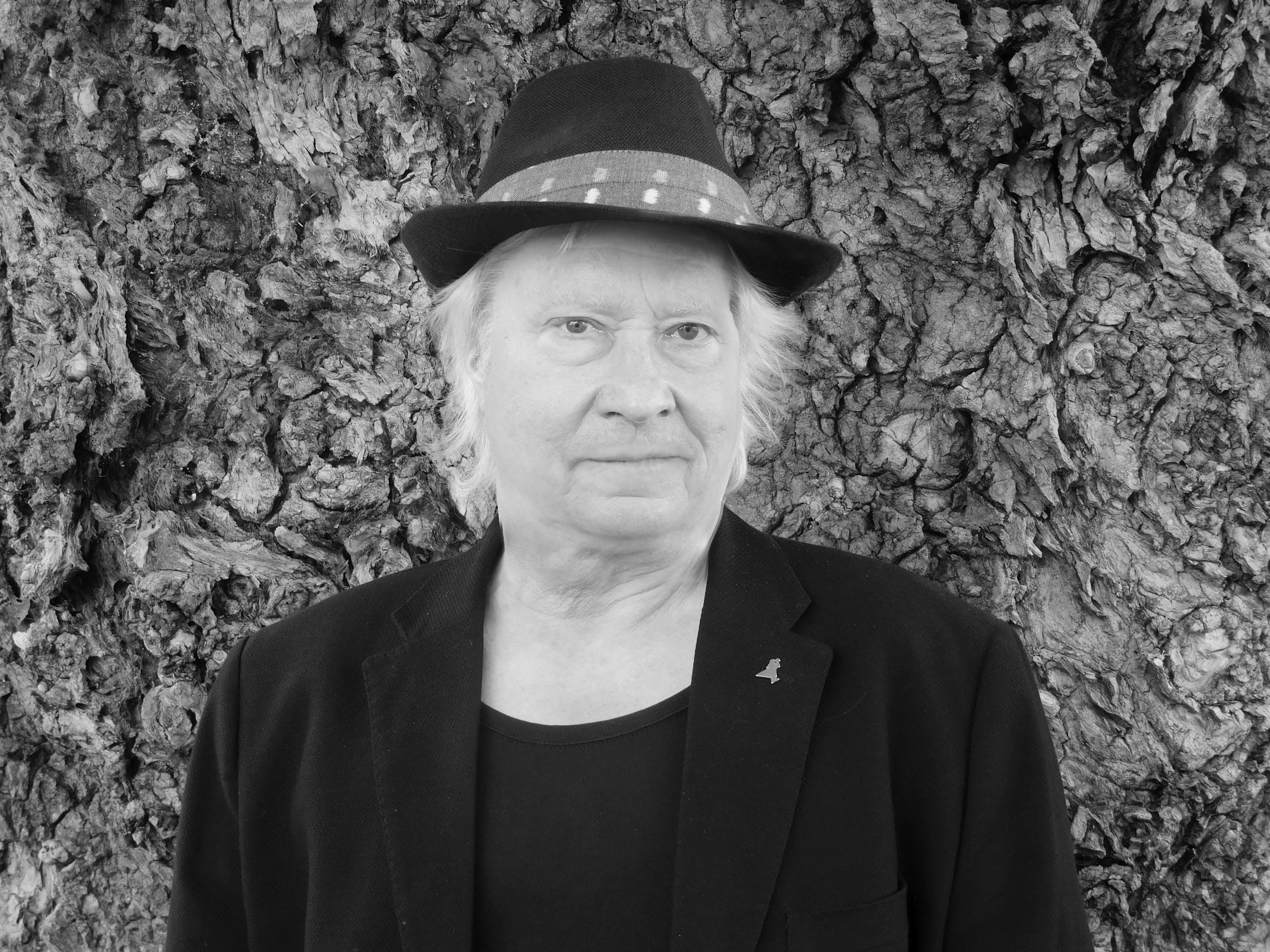
Jochen Wisotzki (2021)

Jochen Wisotzki (geb. 4. Mai 1953 in Weimar) ist ein deutscher Filmemacher und Journalist.

## Leben
Jochen Wisotzki wurde in Weimar geboren und wuchs in Berlin auf. Nach einem Volontariat bei der Nachrichtenagentur ADN und dem Grundwehrdienst bei der NVA studierte er von 1973 bis 1977 an der Leipziger Karl-Marx-Universität Journalistik. Von 1977 bis 1986 war er als Redakteur, Film- und Fernsehkritiker für ADN und die Wochenzeitung Sonntag tätig, von 1986 bis 1991 als Dramaturg und Autor im DEFA-Studio für Dokumentarfilme angestellt. 1990 konnte er als einen der letzten DEFA-Dokumentarfilme sein Regiedebüt Komm in den Garten mit Heinz Brinkmann als Co-Regisseur realisieren. Seither arbeitet er als Regisseur, Autor und Dramaturg von Dokumentarfilmen.
Wisotzki war besonders in der Zeit um den Mauerfall als Autor und Dramaturg oder/und Regisseur an der Entwicklung und Produktion gesellschaftskritischer Kino-Dokumentarfilme beteiligt. Dazu zählen vor allem flüstern & SCHREIEN - Ein Rockreport (1988), Das freie Orchester (1989) Unsere alten Tage (1989), Aschermittwoch (1989), Berlin, Prenzlauer Berg – Beobachtungen zwischen dem 1. Mai und 1. Juli 1990, Komm in den Garten (1990) und Mühle (1992). In diesen Filmen, die fast alle in seinem Berliner Heimatstadtteil Prenzlauer Berg angesiedelt sind, geht es vor allem in situativen Beobachtungen um das Spannungsverhältnis zwischen der Realität individuellen Erlebens und den Glücksversprechen der DDR-Staatsdoktrin beziehungsweise den Erwartungen an die neue Freiheit.
Arbeiten von Jochen Wisotzki wurden auf zahlreichen nationalen und internationalen Filmfestivals gezeigt.
1990 gehörte Wisotzki zu den Gründern des Mecklenburg-Vorpommern-Film e.V., Träger der kulturellen Filmförderung des Landes und 1991 des FilmKunstfest MV. 1992 bis 1994 absolvierte er ein Aufbaustudium Spielfilmregie am Institut für Theater, Musiktheater und Film der Universität Hamburg (heute Hamburg Media School).
Nach Lehraufträgen seit 2000 an der Hochschule für Film und Fernsehen Potsdam-Babelsberg „Konrad Wolf“ und bei der Volontariatsausbildung des MDR Leipzig wurde er 2006 auf die Professur für „zeitbasierte Medien“ an der Fakultät Gestaltung der Hochschule Wismar berufen, die er bis 2020 innehatte.

## Filmografie (Auswahl)
- 1988: flüstern & SCHREIEN (Co-Buch/Dramaturgie, Regie: Dieter Schumann)
- 1988: Schnelles Glück (Co-Bu./Dra., Re.: Petra Tschörtner)
- 1988: Das freie Orchester       (Co-Bu./Dra., Re.: Petra Tschörtner)
- 1989: Probleme am laufenden Band   (Co-Bu./Dra., Re.: Karlheinz Mund)
- 1989: Unsere alten Tage           (Co-Bu./Dra., Re.: Petra Tschörtner)
- 1989: Aschermittwoch      (Co-Bu./Dra.,Re.: Lew Hohmann)
- 1990: Berlin – Prenzlauer Berg: Begegnungen zwischen dem 1. Mai und dem 1. Juli 1990 (Co-Bu., Re.: Petra Tschörtner)
- 1990: Komm in den Garten  (Bu./Re., Co-Re: Heinz Brinkmann)
- 1991: Mühle  (Bu./Re.)
- 1991: Waldschlösschen  (Co-Bu., Dra.,Re.: Heinz Brinkmann)
- 1992: Im Schloss Schwerin (Bu./Re.)
- 1993: Caruso und die Tauben (Re.)
- 1994: Die Kunst des Handelns (Re.)
- 1995: Michi wird Senorita    (Bu./Re.)
- 1996: Die Seiltänzer  (Bu./Re.)
- 1997: Torera Rosa  (Bu./Re.)
- 1999: Veldpost Europa (Bu./Re./Kamera/Ton gemeinsam mit Andreas Voigt)
- 2004: Das Märchen vom Fischlein (Dra., Re: Wolfgang Reinke)
- 2005: Kommune der Seligen  (Dra., Re: Klaus Stanjek)
- 2006: Nicht Böse sein  (Dra., Re: Wolfgang Reinke)
- 2010: Wadans Welt (Co-Bu./Dra., Re: Dieter Schumann)
- 2013: brown bread  (Dra., Re: Sarah Gross)
- 2014: Mitgift (Dra., Re: Roland Blum)
- 2014: BAIZ bleibt - woanders (Bu., Re., Kamera)
- 2016: Metaller (Bu., Re., Ka.)
- 2020: Dorothea Prühl – Schmuck als Ornament und Skulptur (Bu., Re., Ka.)

## Auszeichnungen / Preise
ASCHERMITTWOCH
- Preis der Internationalen Demokratischen Frauenföderation, 32. Internationale Leipziger Dokumentar- und Kurzfilmwoche für Kino und Fernsehen (1989):
- lobende Erwähnung, 6.Europäisches Kurzfilmfestival Berlin (West) 1989

KOMM IN DEN GARTEN
- Silberne Taube ex aequo, 33. Internationale Leipziger Filmwoche für Dokumentar- und Animationsfilm (1990)
- Preis des Interessenverbandes Filmkommunikation „Findling“, 33. Internationale Leipziger Filmwoche für Dokumentar- und Animationsfilm (1990)
- Lobende Erwähnung, 6. Internationales Dokumentarfilmfestival München (1991)
- Prädikat „Wertvoll“ der Deutschen Film- und Medienbewertung (FBW)

DIE SEILTÄNZER
- Nominierung Grimme-Preis 1997

KOMMUNE DER SELIGEN
- „Bester Dokumentarfilm“ der 19. Bozner Filmtage (2005)
- Prädikat „Wertvoll“ der FBW

WADANS WELT
- Deutscher Dokumentarfilmpreis DOKfest München (2011)
- Hauptpreis Dokumentarfilmwettbewerb Filmkunstfest Mecklenburg-Vorpommern (2011)
- Deutscher Kamerapreis 2011

BROWN BREAD
- „best world documentary“, international filmfestival Harlem/N.Y.  (2014)